# Hrvatske pučke novine (Đakovo)
Hrvatske pučke novine je bio hrvatski tjednik koji je izlazio u Đakovu. Prvi broj ovih novina izašao je kao polumjesečnik 1907., ali već nakon 3. broja izlazio je kao tjednik. Izdavači su bili Udruženje sveć. bisk. Djakovačke, a tiskao se u biskupijskoj tiskari u Đakovu. Od 25. broja 1909. do 129. broja (1912.) u podnaslovu je stajalo da je "starčevićansko glasilo". Od toga je broja urednik, vlasnik i izdavač bio Lovro Marković. Od broja 56 (1910.) urednik (a od br. 66 i izdavač) bio je Gjuro Laij, od br. 56 izdavač je bio Svetozar Rittig, od broja 109 (1911.) urednik i izdavač bio je Ante Rott, a od br. 130 (1912.) urednik je bio Ivan Ribar, izdavač je bio Ivan Ribar i drugovi.